# Velîka Kalînivka, Hmelnîțkîi
Velîka Kalînivka (în ucraineană Велика Калинівка) este un sat în comuna Oleșîn din raionul Hmelnîțkîi, regiunea Hmelnîțkîi, Ucraina.

## Demografie
Componența lingvistică a localității Velîka Kalînivka
     Ucraineană (97,71%)
     Rusă (2,04%)
     Alte limbi (0,25%)
Conform recensământului din 2001, majoritatea populației localității Velîka Kalînivka era vorbitoare de ucraineană (97,71%), existând în minoritate și vorbitori de rusă (2,04%).